# JVC
일본 빅터 주식회사(JVC, 日本ビクター株式会社)는 1927년에 설립한 일본 굴지의 영상/음향 기기 제조 업체이다. 일본에 최초의 텔레비전을 도입하고 VHS 비디오 기록 장치를 개발한 것으로 가장 잘 알려져 있다.

## 브랜드 이름
JVC(Japan Victor Company)는 일본에서 Victor (빅터) 상호를 HMV의 니퍼 (Nipper) 로고와 함께 사용하고 있으나 이를 일본 밖에서는 쓸 수 없게 되어있다. 이 때문에 예전에는 Nippon Victor Company (닛폰 빅터 컴퍼니)에서 따온 Nivico (니비코) 상호를 사용한 적이 있으며, JVC의 일본 홈페이지와 해외 홈페이지는 다른 로고를 사용하고 있다. 마찬가지로, 일본의 HMV 상점들은 JVC가 사용하는 모토인 "His Master's Voice"를 쓸 수 없으며, 니퍼 로고대신 원형 축음기를 형상화한 그림을 내세우고 있다.

## 같이 보기
- 빅터 엔터테인먼트
- JVC 켄우드
- VHS
  - D-VHS
  - S-VHS
  - W-VHS
  - 비디오테이프
  - 비디오 테이프 레코더
  - 비디오테이프 표준 전쟁
  - 비디오카세트 레코더
  - D-ILA